# Восход (Новосибирский район)
Восхо́д — посёлок в Новосибирском районе Новосибирской области России. Административный центр Каменского сельсовета.

## География
Площадь посёлка — 180 гектаров.

## Население
| 2002 | 2007  | 2010  |
| ---- | ----- | ----- |
| 1417 | ↗1468 | ↗1794 |

## Инфраструктура
В посёлке по данным на 2007 год функционируют одно учреждение здравоохранения и одно учреждение образования.